# كيانتي (نبيذ)

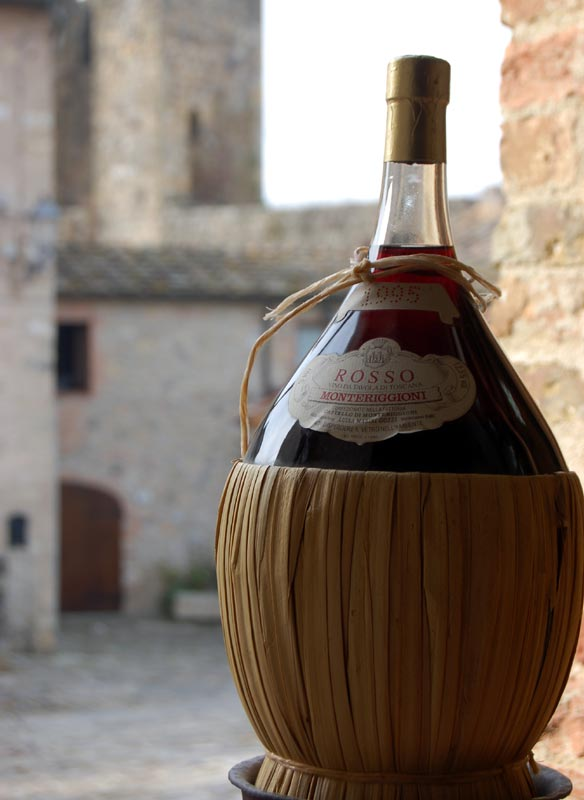

نبيذ كيانتي هو أي النبيذ صُنع في منطقة كيانتي وسط توسكانا. كان يرتبط تاريخيًا مع قنينة القرفصاء المغلقة في سلة القش والتي تسمى الفياسكو، ومع ذلك، يتم استخدام الفياسكو فقط من قبل عدد قليل من صانعي النبيذ الآن. تعبأ معظم الكيانتي الآن في زجاجات النبيذ أكثر القياسية في شكلها. البارون بتينو ريكاسولي (لاحقا رئيس وزراء مملكة إيطاليا) ابتكر وصفة الكيانتي من 70٪ سانجيوفيسي و15٪ مالفازيا بيانكا و15٪ كانايولو في منتصف القرن التاسع عشر.